# Prediktjärnen
Prediktjärnen är en sjö i Dorotea kommun i Lappland och ingår i Ångermanälvens huvudavrinningsområde. Prediktjärnen ligger naturreservatet Vallsjöskogen och i Vallsjöskogen Natura 2000-område.